# Håkon Opdal
Håkon Eikemo Opdal (ur. 11 czerwca 1982 w Oddzie) – piłkarz norweski grający na pozycji bramkarza, zawodnik norweskiego klubu SK Brann.

## Życiorys

### Kariera klubowa
Karierę piłkarską Opdal rozpoczął w klubie Odda FK, wywodzącego się z jego rodzinnej miejscowości Odda. W 2001 roku odszedł do SK Brann, grającego wówczas w pierwszej lidze norweskiej. W 2002 roku miał zastąpić odchodzącego do FC København Szweda Magnusa Kihlstedta, jednak w tamtym sezonie był tylko rezerwowym. W Tippeligaen zadebiutował 19 sierpnia w wygranym 3:1 domowym spotkaniu z Odds BK. Był to jego jedyny mecz w 2002 roku, ale w 2003 roku stał się już pierwszym golkiperem w drużynie. Swój pierwszy sukces z klubem z Bergen osiągnął w 2004 roku. Był bohaterem meczu w 1/8 finału Pucharu Norwegii z Bodø/Glimt, gdy w 90. minucie meczu uratował remis, a następnie obronił i zdobył gola z rzutu karnego w serii rzutów karnych. W listopadzie wystąpił w finale krajowego pucharu z Lyn Fotball, a Brann wygrało 4:1. W 2006 roku Opdal po raz pierwszy został wybrany najlepszym bramkarzem ligi norweskiej otrzymując Nagrodę Kniksena. Rok później Brann wywalczyło tytuł mistrza Norwegii, pierwszy od 1963 roku, a Håkon ponownie stał się najlepszym golkiperem w Norwegii. W Brann grał do końca 2011 roku.
1 lipca 2012 Opdal odszedł do duńskiego SønderjyskE Fodbold. Z kolei w 2013 roku wrócił do Norwegii i został zawodnikiem klubu IK Start.
12 stycznia 2019 podpisał kontrakt z norweskim klubem SK Brann, umowa do 31 grudnia 2020.

### Kariera reprezentacyjna
W reprezentacji Norwegii Opdal zadebiutował 15 listopada 2006 w zremisowanym 1:1 towarzyskim spotkaniu z Serbią. Wcześniej występował w młodzieżowej reprezentacji U-21, dla której rozegrał 13 spotkań. W eliminacjach do Mistrzostw Świata w RPA występuje na przemian z golkiperami Rosenborga Trondheim, Rune Jarsteinem i Stabæk IF Jonem Knudsenem.

## Statystyki

### Klubowe
| Sezon   | Klub                | Kraj     | Rozgrywki   | Mecze | Bramki |
| ------- | ------------------- | -------- | ----------- | ----- | ------ |
| 2002    | SK Brann            | Norwegia | Tippeligaen | 1     | 0      |
| 2003    | SK Brann            | Norwegia | Tippeligaen | 13    | 0      |
| 2004    | SK Brann            | Norwegia | Tippeligaen | 16    | 0      |
| 2005    | SK Brann            | Norwegia | Tippeligaen | 24    | 0      |
| 2006    | SK Brann            | Norwegia | Tippeligaen | 25    | 0      |
| 2007    | SK Brann            | Norwegia | Tippeligaen | 25    | 0      |
| 2008    | SK Brann            | Norwegia | Tippeligaen | 18    | 0      |
| 2009    | SK Brann            | Norwegia | Tippeligaen | 20    | 0      |
| 2010    | SK Brann            | Norwegia | Tippeligaen | 30    | 0      |
| 2011    | SK Brann            | Norwegia | Tippeligaen | 6     | 0      |
| 2012/13 | SønderjyskE Fodbold | Dania    | Superligaen | 13    | 0      |
| 2013    | IK Start            | Norwegia | Tippeligaen | 30    | 0      |
| 2014    | IK Start            | Norwegia | Tippeligaen | 20    | 0      |
| 2015    | IK Start            | Norwegia | Tippeligaen | 30    | 0      |

## Sukcesy

### Klubowe
SK Brann
- Mistrz Norwegii: 2007
- Zdobywca Pucharu Norwegii: 2004

### Indywidualne
SK Brann
- Nagroda Kniksena (Bramkarz roku): 2006, 2007